# Успение Богородично
 Тази статия е за празника Успение Богородично.  За други значения вижте Успение Богородично (пояснение).  
Успение на Пресвета Богородица, Успение Богородично или Голяма Богородица е един от най-големите християнски празници, празнуван от всички християнски деноминации. Посветен е на смъртта на Божията майка, която става съвсем леко и затова е наричана „успение“, т.е. смърт подобна на заспиване и сън. Според преданието, по повод на нея апостолите се събират от местата, където проповядват тогава, за да се простят с Богородица и да я погребат.
Българската православна църква и други църкви, възприели за богослужебни цели Новоюлианския календар, отбелязват празника на 15 август, както е и според Григорианския календар. а използващите Юлианския календар – на съответстващата на 15 август по него дата 28 август по Григорианския.

## Легенда
Вече остаряла и напусната от апостолите, които са тръгнали да разнасят по света словата на сина ѝ Исус Христос, Дева Мария е посетена от архангел Гавраил, който ѝ съобщава, че след 3 дни ще умре и след това ще заживее в небесата, удостоена с голяма власт над света и вечно щастие. Също така ѝ е обещано и после се сбъдва, че сам Иисус Христос в небесна слава, обкръжен от ангелски ликове и светци, ще слезе при хората за нейната душа. Тя остава доволна от това, но пожелава преди смъртта си да види и Светите апостоли заедно. По чуден начин (летящи върху облаци) почти всички се пренасят навреме пред вратите на дома ѝ в Йерусалим, а само прословутият със скептицизма си апостол Тома закъснява и се появява едва след погребението ѝ (положена е в една пещера край Гетсимания, в една и съща гробница с мъжа си Йосиф), поради това, че идва чак от Индия. В това има особен промисъл, тъй като апостолите смятат, че тялото на Божията майка продължава да стои в гроба ѝ, а благодарение на това научават, че не е така. Когато отместват закриващия входа на пещерата камък за да се поклони и Тома пред тленните ѝ останки, не ги намират - там е плащеницата, в която са били увити, но тях самите ги няма. Така апостолите разбират и се уверяват, че и тялото ѝ е вече на небето, т.е. тя е възкръснала (или може би реално не е умирала, а само се е възнесла при Бога). Скоро получават потвърждение за това и известна утеха за загубата ѝ и от самата нея. Ставайки веднъж от трапезата, където са похапнали дружно, те чуват ангелско пеене и виждат в облаците Пречистата, обкръжена от ангели, която им казва: „Радвайте се, защото съм с вас през всичките дни.“

## Обичаи
Според народната традиция, празникът се нарича Голяма Богородица, за разлика от Малка Богородица (честването на Рождението на Дева Мария – на 8 септември). 
След тържествена литургия в църквата, се освещават обредни хлябове, които жените след това раздават за здраве и за помен на починалите близки. На този ден правят и родови срещи, свързани с жертвоприношение – курбан за живот, за здраве, за плодородна година, против премеждия и болести. Традиционни ястия на трапезата са прясна питка, украсена с орнамент, пиле каша, варено жито, царевица и тиква. Непременно се ядат диня и грозде. Вярващите даряват на Църквата свещи, домашно тъкано платно, месал (вид покривка), кърпа и пари и търсят покровителството на Света Богородица в житейските си проблеми.